# 6998 Tithonus
A 6998 Tithonus (ideiglenes jelöléssel 3108 T-3) egy kisbolygó a Naprendszerben. Cornelis Johannes van Houten,  Ingrid van Houten-Groeneveld és  Tom Gehrels fedezte fel 1977. október 16-án.